# Raymond Edward Brown
Raymond Edward Brown (New York, 22 maggio 1928 – Menlo Park, 8 agosto 1998) è stato un presbitero cattolico statunitense, membro, nel 1972, della Pontificia Commissione Biblica, organismo consultivo del Papa in materia di Sacra Scrittura, e dal 1996 professore emerito presso il protestante Union Theological Seminary di New York, dove insegnò per 23 anni.

## Biografia
È considerato come uno dei più importanti biblisti americani. Il cardinale Roger Mahony disse di lui che era "il più eminente e rinomato biblista cattolico mai apparso in questo paese", la cui morte è stata "una grande perdita per la Chiesa".
Brown fu insignito di 24 lauree honoris causa da università americane ed europee, molte da istituzioni protestanti, e ricevette i seguenti riconoscimenti: Catholic Press Book Award, Edgar J. Godspeed Award, BAS Publ. Award, Best NT Comm.. È stato inoltre presidente della Catholic Biblical Association, della Society of Biblical Literature (1976-77) e della Society of New Testament Studies (1986-87).
Come religioso apparteneva alla Compagnia dei Sacerdoti di San Sulpizio, e lavorò principalmente nell'arcidiocesi di Baltimora, nel Maryland.
L'approccio di Brown alle Scritture si basa sulla premessa che esse possono contenere errori in materie non pertinenti alla salvezza: si tratta di un'istanza relativamente moderna, tuttavia Brown insiste egualmente sui limiti del metodo della critica biblica scientifica per risolvere le problematiche inerenti alla Chiesa o nell'affrontare le più importanti questioni della fede. Il superamento di questo approccio è alla base della conclusione, fatta da alcuni, che il suo metodo sia aperto e misurato. Esso appare più possibilistico e pertanto riscuote l'interesse anche dei più scettici, oltre che dei cristiani; i suoi libri hanno avuto un'ampia diffusione.
L'approccio tradizionale alle Scritture è che esse non contengano alcun errore (inerranza), e che ogni loro aspetto sia in qualche modo collegato alla salvezza; tale approccio era stato quasi unanimemente utilizzato nell'esegesi cattolica nel corso della storia della Chiesa ed era stato ribadito da Papa Pio X nella enciclica Pascendi Dominici gregis del 1907, che aveva bollato come eretica l'esegesi basata sul metodo storico-critico. Tale visione venne superata dopo l'emanazione dell'enciclica papale Divino Afflante Spiritu da parte di Papa Pio XII nel 1942.
Brown ha approfondito in modo particolare lo studio dell'ipotetica "Comunità giovannea", e ha scritto i volumi relativi al Vangelo secondo Giovanni nella serie di pubblicazioni del New Anchor Bible Commentary.

## La divinità di Gesù nel Nuovo Testamento
Brown ha scritto l'articolo Does the New Testament call Jesus God? ('Gesù è chiamato Dio nel Nuovo Testamento?'), Theological Studies,  26, 1965, p. 545-73, nel quale affronta la questione se a Gesù sia stato applicato nel Nuovo Testamento, il titolo di "Dio". Brown non discute del fatto se Gesù sia effettivamente Dio ("la questione", egli dice, "è stata definita a Nicea dalla Chiesa"), ma solo se nel Nuovo Testamento tale titolo venga direttamente attribuito a Gesù. L'articolo può essere sintetizzato come segue:
(Does the New Testament call Jesus God?)
La conclusione di Brown è che Gesù è chiamato Dio nel Nuovo Testamento, ma lo sviluppo è stato graduale e non è emerso fino a un'epoca tarda nella tradizione neotestamentaria.
Trent'anni più tardi, Brown cambiò parzialmente la sua opinione. Nel suo libro Introduzione alla cristologia del Nuovo Testamento, egli scrisse:
(An Introduction to New Testament Christology, p. 189)

## Traduzioni italiane
Tra i 25 titoli di libri di soggetto biblico, i seguenti sono stati pubblicati in Italia:
- Il prete e il vescovo, Esperienze, Fossano 1971
- (con Joseph Fitzmyer e Roland Murphy) Grande Commentario Biblico, Queriniana, Brescia, 1973, ISBN 978-88-399-0054-8
- La concezione verginale e la risurrezione corporea di Gesù, Queriniana, Brescia 1977, ISBN 88-399-0599-5
- Giovanni. Commento al Vangelo spirituale, Cittadella, Assisi 1979, ISBN 88-308-0170-4
- La nascita del Messia secondo Matteo e Luca, Cittadella, Assisi 1981, ISBN 88-308-0252-2
- The Critical Meaning of the Bible, Paulist Press, New York 1981, ISBN 08-091-2406-8
- La comunità del discepolo prediletto, Cittadella, Assisi 1982, ISBN 88-308-0064-3
- Pietro nel Nuovo Testamento. Un'indagine ricognitiva fatta in collaborazione da studiosi protestanti e cattolici, Edizioni Borla, 1988, ISBN 88-263-0446-7
- Racconti biblici natalizi, Queriniana, Brescia 1988, ISBN 88-399-1479-X
- La passione nei vangeli, Queriniana, Brescia 1988, ISBN 88-399-1472-2
- Avvento: il Cristo che viene, Queriniana, Brescia 1989, ISBN 88-399-1483-8
- Risposte a 101 domande sulla Bibbia, Queriniana, Brescia 1991, ISBN 88-399-1232-0
- I racconti evangelici della risurrezione, Queriniana, Brescia 1992, ISBN 88-399-1500-1
- Il vangelo e le lettere di Giovanni. Breve commentario, Queriniana, Brescia 1994 ISBN 88-399-2014-5
- Introduzione alla cristologia del Nuovo Testamento, Queriniana, Brescia 1995, ISBN 88-399-2019-6
- Leggere i vangeli con la Chiesa, Queriniana, Brescia 1997, ISBN 88-399-1532-X
- (con Joseph Fitzmyer e Roland Murphy) Nuovo Grande Commentario Biblico, Queriniana, Brescia, 1997, ISBN 88-399-0054-3
- La morte del messia. Dal Getsemani al sepolcro. Un commentario ai racconti della passione nei quattro vangeli, Queriniana, Brescia, 1999, ISBN 88-399-0408-5
- Un ritiro spirituale con l'evangelista Giovanni: «Perché abbiate la vita», Queriniana, Brescia, 2000, ISBN 88-399-2231-8
- Cristo nei vangeli domenicali del tempo ordinario, Queriniana, Brescia, 2000, ISBN 88-399-1550-8
- Introduzione al Nuovo Testamento, Queriniana, Brescia 2001, ISBN 88-399-0105-1